# 田島町 (川崎市)
田島町（たじまちょう）は、神奈川県川崎市川崎区の地名。丁目の設定がない単独町名。住居表示実施済み区域。

## 地理
川崎区の西部に位置し、東に鋼管通1・2丁目、南に鋼管通3丁目、南西に小田栄2丁目、北西に渡田東町、北に大島上町と接している。

### 地価
住宅地の地価は、2025年（令和7年）1月1日の公示地価によれば、田島町6-3の地点で31万8000円/m²となっている。

## 歴史

### 沿革
- 1973年（昭和48年）3月1日 - 東渡田2丁目の一部を分離し、田島町を新設[5][7]。

## 世帯数と人口
2025年（令和7年）6月30日現在（川崎市発表）の世帯数と人口は以下の通りである。
| 町丁   | 世帯数    | 人口    |
| ------ | --------- | ------- |
| 田島町 | 1,164世帯 | 2,035人 |

### 人口の変遷
国勢調査による人口の推移。
| 年                 | 人口  |
| ------------------ | ----- |
| 1995年（平成7年）  | 2,288 |
| 2000年（平成12年） | 2,103 |
| 2005年（平成17年） | 2,207 |
| 2010年（平成22年） | 2,190 |
| 2015年（平成27年） | 2,160 |
| 2020年（令和2年）  | 2,156 |

### 世帯数の変遷
国勢調査による世帯数の推移。
| 年                 | 世帯数 |
| ------------------ | ------ |
| 1995年（平成7年）  | 931    |
| 2000年（平成12年） | 888    |
| 2005年（平成17年） | 970    |
| 2010年（平成22年） | 1,051  |
| 2015年（平成27年） | 1,026  |
| 2020年（令和2年）  | 1,102  |

## 学区
市立小・中学校に通う場合、学区は以下の通りとなる（2025年1月時点）。
| 番・番地等 | 小学校             | 中学校             |
| ---------- | ------------------ | ------------------ |
| 全域       | 川崎市立渡田小学校 | 川崎市立臨港中学校 |

## 事業所
2021年（令和3年）現在の経済センサス調査による事業所数と従業員数は以下の通りである。
| 町丁   | 事業所数 | 従業員数 |
| ------ | -------- | -------- |
| 田島町 | 84事業所 | 1,065人  |

### 事業者数の変遷
経済センサスによる事業所数の推移。
| 年                 | 事業者数 |
| ------------------ | -------- |
| 2016年（平成28年） | 85       |
| 2021年（令和3年）  | 84       |

### 従業員数の変遷
経済センサスによる従業員数の推移。
| 年                 | 従業員数 |
| ------------------ | -------- |
| 2016年（平成28年） | 820      |
| 2021年（令和3年）  | 1,065    |

## 施設
- 川崎市立渡田小学校
- 川崎市立田島支援学校

## その他

### 日本郵便
- 郵便番号 : 210-0853[3]（集配局 : 川崎港郵便局[18]）

### 警察
町内の警察の管轄区域は以下の通りである。
| 番・番地等 | 警察署         | 交番・駐在所 |
| ---------- | -------------- | ------------ |
| 全域       | 川崎臨港警察署 | 浜町交番     |